# Млавский уезд
Млавский уезд — административная единица в составе Плоцкой губернии Российской империи, существовавшая c 1837 года по 1919 год. Административный центр — город Млава.

## История
Уезд образован в 1837 году в составе Плоцкой губернии. В 1919 году преобразован в Млавский повят Варшавского воеводства Польши.

## Население
По переписи 1897 года население уезда составляло 88 435 человек, в том числе в городе Млава — 13440 жит.

### Национальный состав
Национальный состав по переписи 1897 года:
- поляки — 76 383 чел. (86,4 %),
- евреи — 7985 чел. (9,0 %),
- русские — 2685 чел. (3,0 %),
- немцы — 1033 чел. (1,2 %),

## Административное деление
В 1913 году в состав уезда входило 14 гмин: 
| - Дембск — с. Шидлово, - Домброво — с. Ковалево, - Зелена — пос. Кучборк, - Зелюнь — пос. Зелюнь, - Косины — пос. Виснево, - Млава — с. Вечерня-Костельная, - Мостово — пос. Шренск, | - Нехлонин — с. Нехлонин, - Ратово — пос. Радзанов, - Розвозин — с. Рачины, - Ступск — с. Ступск, - Туржа — с. Туржа, - Унержиж — с. Стржегово, - Щепково — с. Яновец-Костельный, |